# Oleksandr Lochmantsjoek
Oleksandr Oleksandrovitsj Lochmantsjoek (Oekraïens: Oлександр Олександрович Лохманчук) (Kertsj, 28 mei 1973), is een voormalig professioneel basketbalspeler uit Oekraïne die uitkwam voor het nationale team van Oekraïne.

## Carrière
Lochmantsjoek begon zijn carrière in 1990 bij Boedivelnik Kiev. In 1992 verhuisde hij naar TIIT Charkiv. In 1994 keerde hij terug naar Boedivelnik Kiev. Met dit team werd hij Landskampioen van Oekraïne in 1995, 1996 en 1997. Ook werd hij Bekerwinnaar van Oekraïne in 1996. In 1997 verhuisde hij naar Pallacanestro Varese in Italië. Na één jaar verhuisde hij naar Oyak Renault en een jaar later naar Fenerbahçe in Turkije. Na weer een uitstapje naar Aurora Basket Jesi in Italië verhuisde hij naar Bayer Giants Leverkusen en een jaar later naar Opel Skyliners in Duitsland. In 2002 ging hij spelen voor SLUC Nancy Basket in Frankrijk. In 2003 keerde hij terug naar Oekraïne om te spelen voor Azovmasj Marioepol en een jaar later voor BK Kiev. In 2005 speelde hij nog voor Tigers Tübingen in Duitsland. In 2006 keerde hij terug bij Boedivelnik Kiev. In 2007 stopte hij met basketbal.
Lochmantsjoek werd hoofdcoach bij de Boedivelnik Kiev in 2010. In 2015 werd hij assistent coach bij het Oekraïens basketbalteam (mannen). Ook was hij coach van Kiev Basket.

## Erelijst
- Landskampioen Oekraïne: 3
  - Winnaar: 1995, 1996, 1997
- Bekerwinnaar Oekraïne: 1
  - Winnaar: 1996
  - Runner-up: 1993
- Turkse basketbalbeker:
  - Runner-up: 1999
- Duitse basketbalbeker:
  - Runner-up: 2002